# Eseta Finau
Eseta Finau (ur. ?) – fidżyjska lekkoatletka, specjalizująca się w skoku o tyczce.

## Rekordy życiowe
- skok o tyczce – 3,35 (2016) rekord Fidżi[1]